# Mercado de Atarazanas
El Mercado Central de Atarazanas es un mercado municipal de la ciudad española de Málaga, en la comunidad autónoma de Andalucía.
El edificio actual, obra del arquitecto Joaquín de Rucoba, se construyó entre 1876 y 1879 en el solar donde estuvo un taller naval de origen nazarí, del que sólo se conserva una puerta de mármol y de donde proviene su nombre; atarazana. 

## Historia
El antiguo edificio musulmán condicionó el diseño del nuevo mercado, de estilo neoárabe con elementos nazaríes y califales. Tras distintos usos como cuartel y hospital militar, estaba casi ruinoso. En 1822 empiezan las peticiones para demoler parte del edificio (sus torreones) porque impedían el paso por la zona. El 31 de octubre de 1840 la Diputación Provincial falla a favor del Ayuntamiento el derribo de los torreones. En 1868, la Junta Revolucionaria decretó la demolición de los restos de las murallas para dar trabajo a las clases pobres, y la construcción de un mercado, ya que la ciudad tenía varios lugares de venta pero todos al aire libre, lo que era poco higiénico. 
Tras el proceso de amortización llevado a cabo, el Ayuntamiento pasó a ser propietario del mismo, decidiéndose el levantamiento del Mercado Central de la ciudad que recibiría la denominación de Alfonso XII, también conocido como el Mercado de las Atarazanas, tomando el nombre del edificio musulmán cuyo solar vino a ocupar.

## Descripción

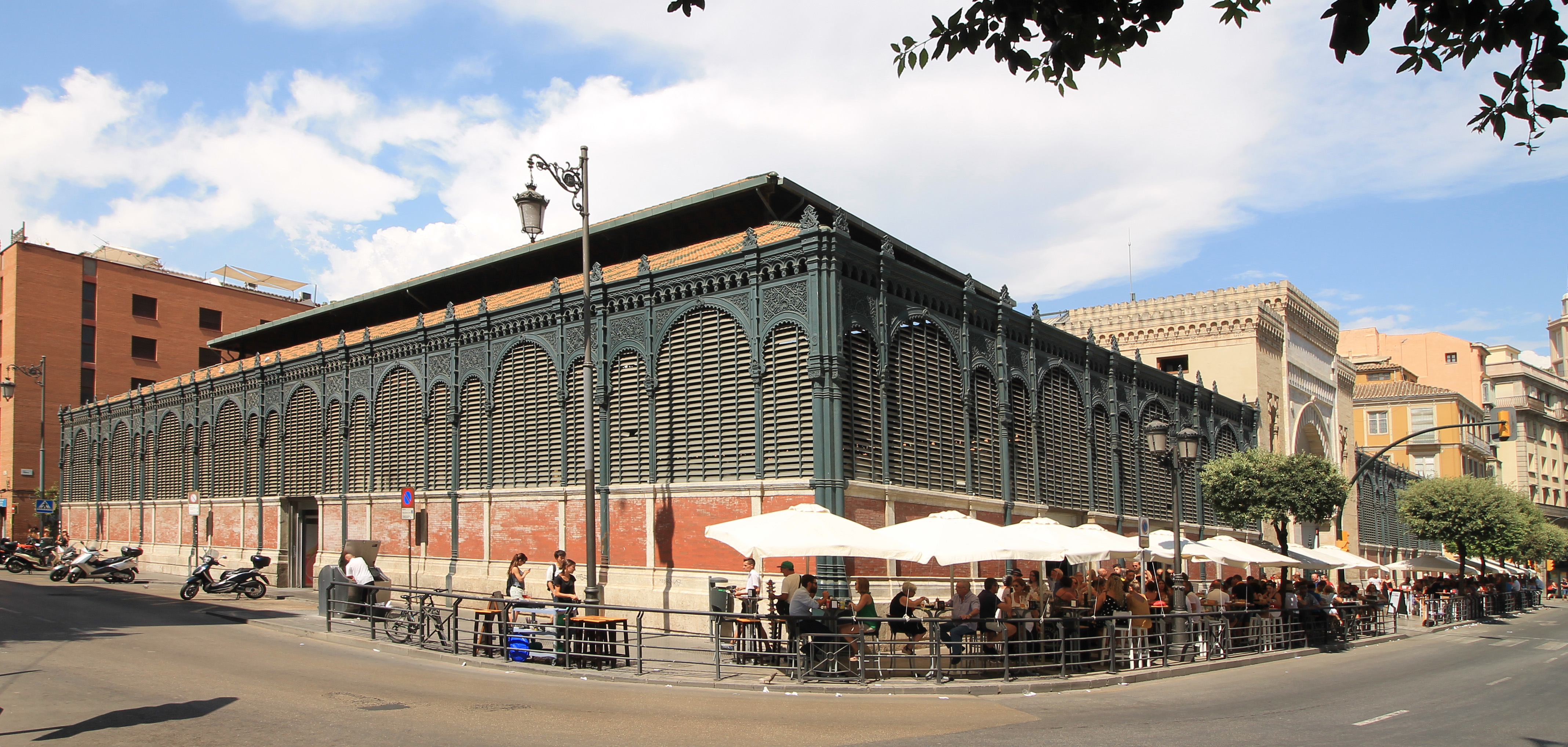
Vista desde el ángulo sur.

El mercado presenta una planta ligeramente trapezoidal estructurada en tres naves. Consiste en un esqueleto metálico realizado en una gran parte por el hierro proveniente de la vieja industria siderúrgica sevillana (concretamente de la Fundición de San Antonio, ubicada en calle San Vicente de Sevilla y que fue también la que construyó el famoso puente de Isabel II de la capital hispalense, más conocido como el puente de Triana) cerrado con piedra y mampostería.
En su fachada principal, que antaño daba al mar, figura la portada de acceso nazarí recompuesta 25 metros hacia delante de su ubicación original. En la parte posterior esta portada se corresponde con otra metálica en forma de frontón triangular a la que se abre un gran arco de medio punto con cristalera. Como otros mercados de hierro del siglo XIX en España, el de Atarazanas se inspiró en el Mercado de Les Halles de París. Las albanegas se decoran con tondos representando unas, peces y cornucopias, y otras, un rostro humano. El resto de la superficie aparece recubierta de ataurique finamente moldeado en hierro. Es un edificio ejemplo de eclecticismo arquitectónico.

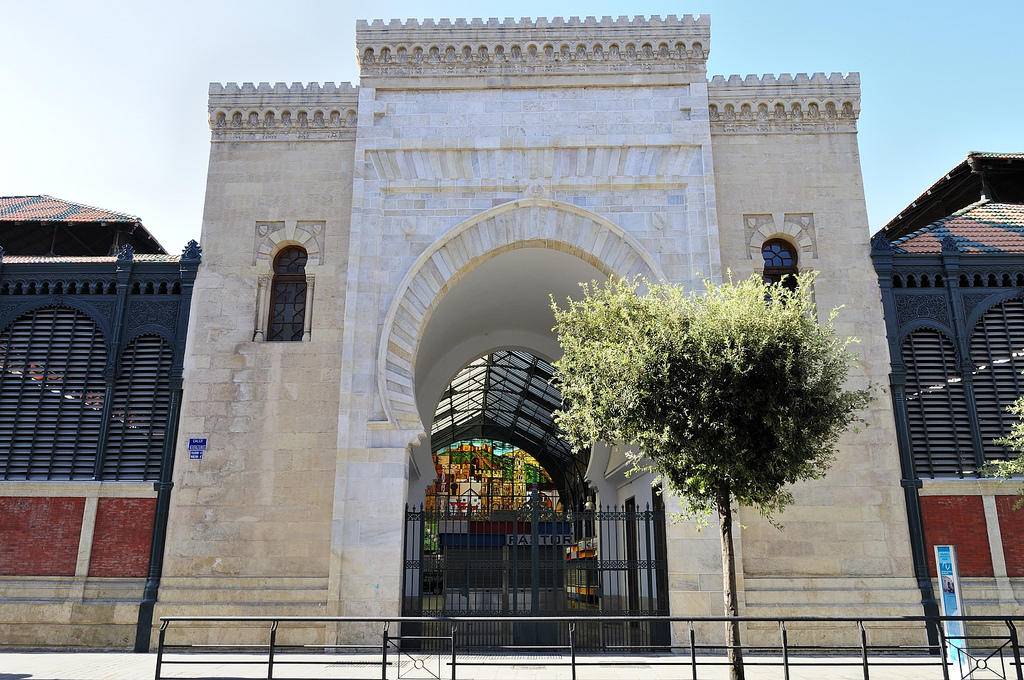
Puerta nazarí.

En el edificio original se abrían siete arcos, de los cuales el más monumental, de herradura y apuntado, es el que se halla integrado en el nuevo mercado. Los escudos de este arco permiten situarlo en la época nazarí, durante el reinado de Mohamed V (1354-1391).

## Rehabilitación de 2008-2010
A principios de 2008 y hasta abril de 2010 se desarrollaron obras de rehabilitación del mercado, que fueron adjudicadas por el Ministerio de Fomento a la empresa Sacyr Vallehermoso. Las nuevas obras han servido para mejorar el equipamiento del recinto, renovar los puestos, sustituir los techos por un tejado translúcido y de apariencia semejante a los originales (de antes de la reforma de 1966) y también han incluido la puesta en valor de la Puerta de Atarazanas y la cata de los restos arqueológicos aparecidos en el subsuelo. En las obras de restauración se han incluido los 108 paños de la vidriera realizada por los hermanos Atienza en 1973 que representan distintos monumentos de la ciudad.

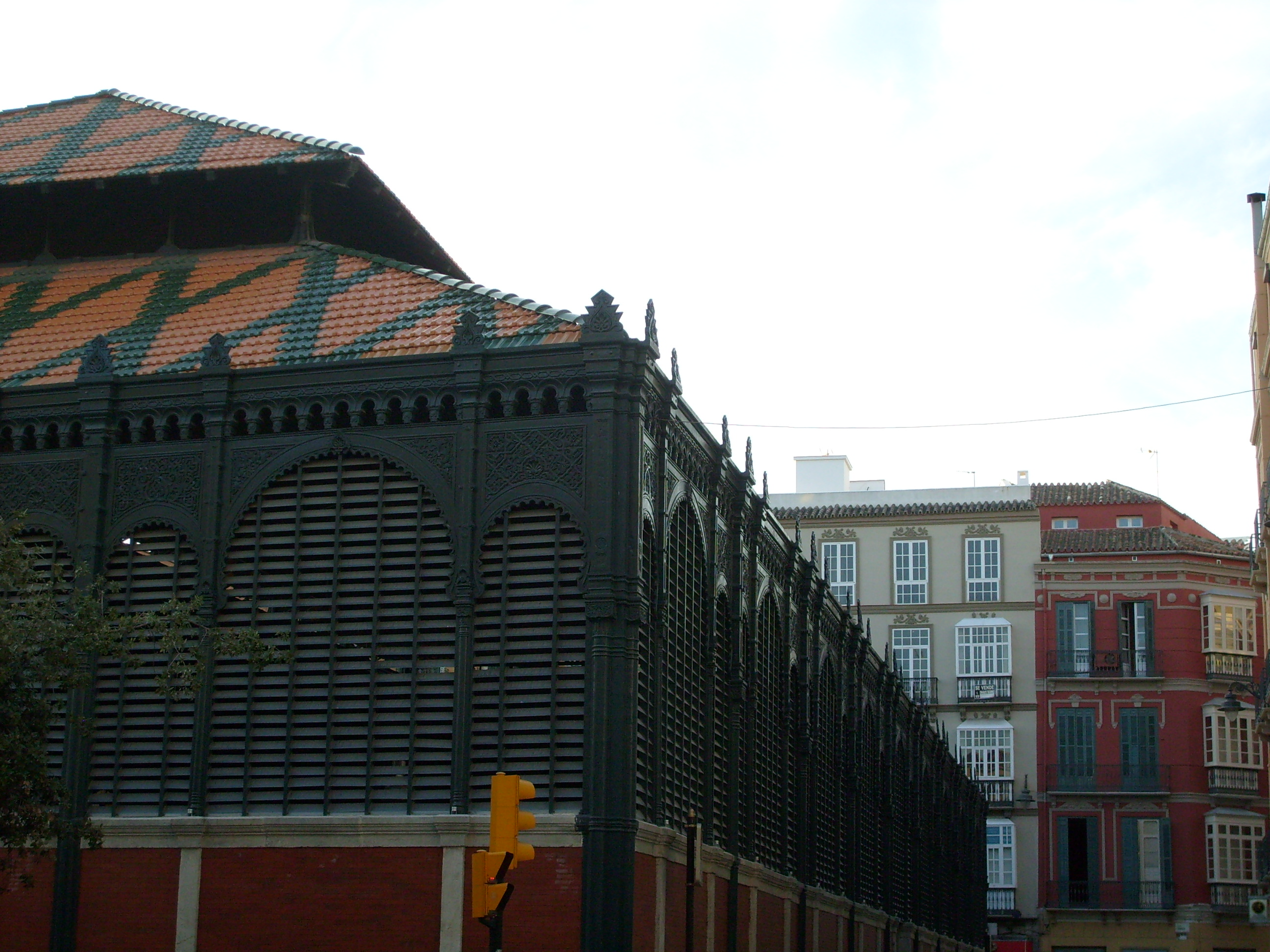
Nave lateral.
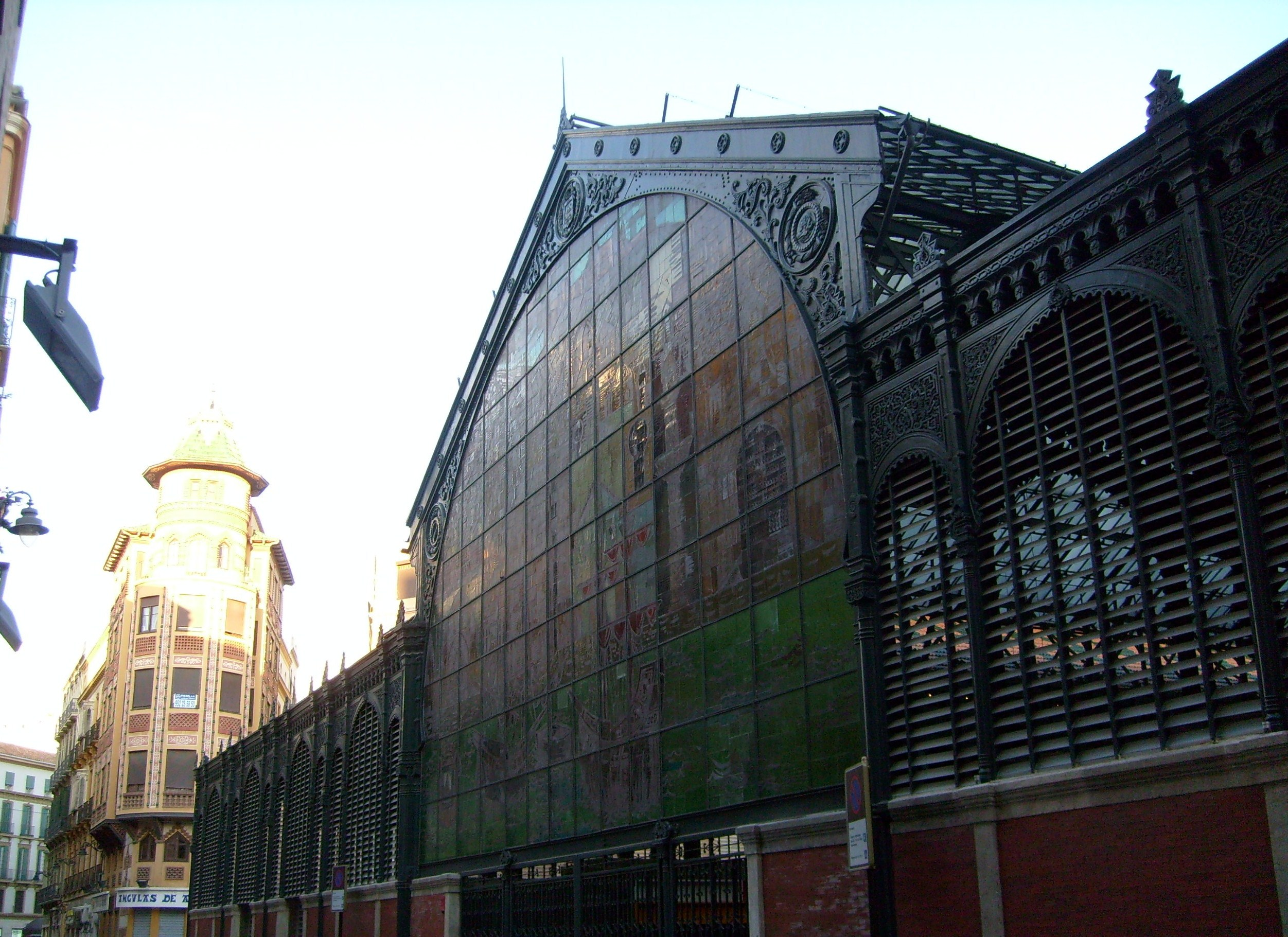
Vidriera trasera con alegoría sobre Málaga.
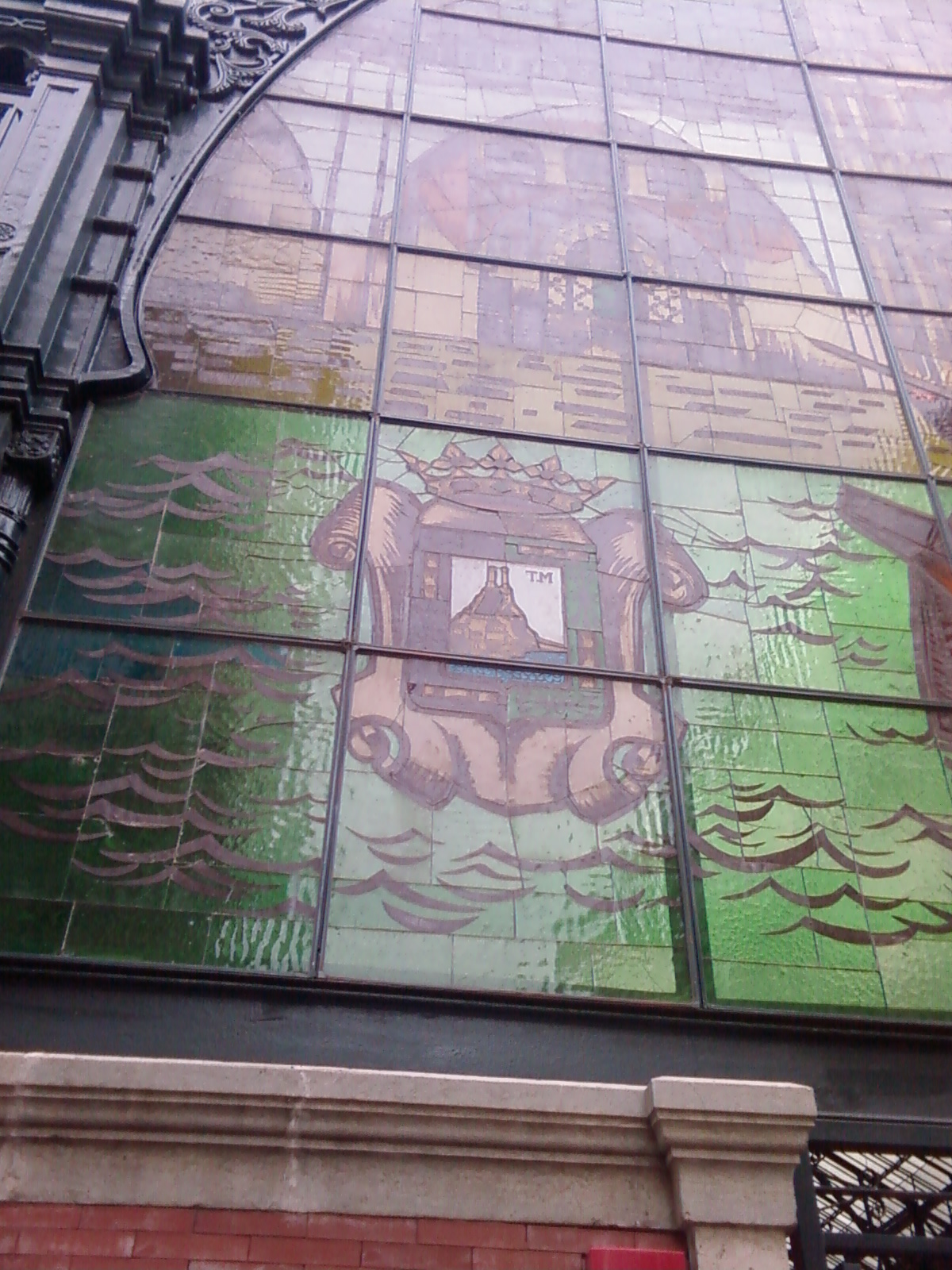
Escudo de Málaga en la vidriera.
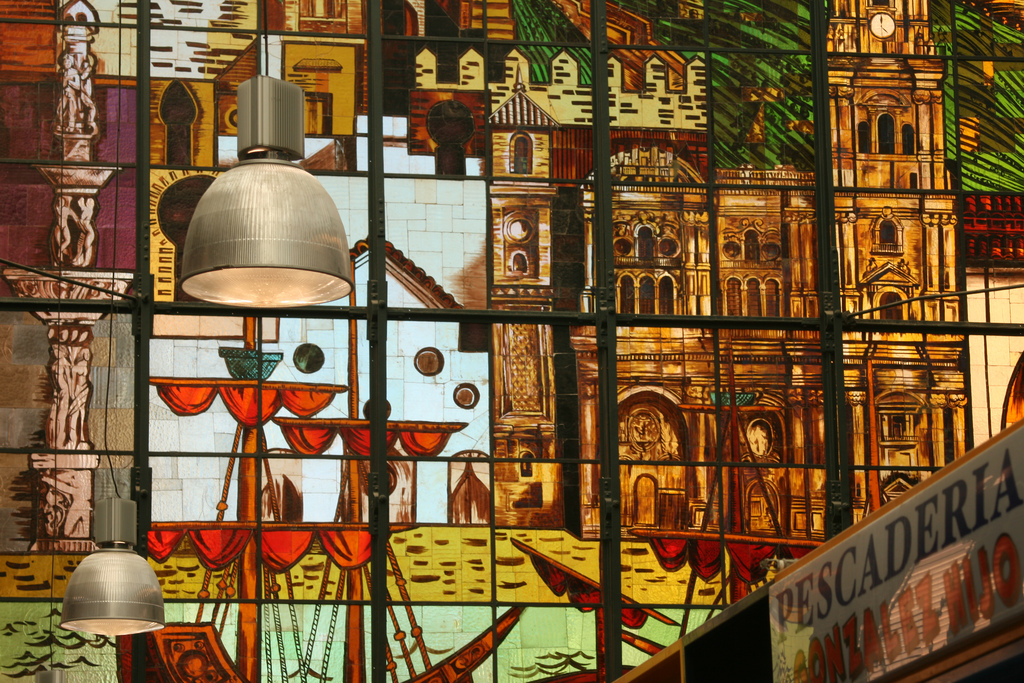
Vidriera.